# Z 2 Georg Thiele
Z 2 Georg Thiele war ein deutscher Zerstörer der Klasse 1934 im Zweiten Weltkrieg, der im April 1940 bei Narvik verloren ging.
Das Boot war benannt nach dem Befehlshaber der VII. Torpedoboots-Halbflottille der Kaiserlichen Marine, Korvettenkapitän Georg Thiele, der am 17. Oktober 1914 im Gefecht mit britischen Streitkräften beim Untergang seines Torpedobootes S 119 ums Leben kam.

## Geschichte
Die Georg Thiele war der zweite Zerstörer der Klasse 1934. Sie hatte eine Länge von 119 m über alles (114 m in der Wasserlinie), eine Breite von 11,3 m und einen Maximal-Tiefgang von 4,23 m. Die Standardverdrängung des Bootes betrug 2.223 ts und bei voller Ausrüstung bis zu 3.156 ts. Offiziell wurde aber nur eine Verdrängung von 1.625 t angegeben. Angetrieben wurde das Boot von Wagner-Getriebeturbinen mit einer Höchstleistung von 70.000 PS, die eine Höchstgeschwindigkeit von über 36 kn ermöglichten. Der Dampf für die Turbinen wurde in sechs Hochdruckkesseln der Bauart Wagner produziert. Wie ihre Schwesterboote konnte die Georg Thiele bis zu 752 t Treiböl an Bord nehmen, was eine theoretische Reichweite von 3300 sm bei 19 kn Marschgeschwindigkeit ermöglichen sollte. Die schlechte Gewichtsverteilung der Boote erzwang aber, dass 30 % des Treibstoffvorrates als Ballast zum Erhalt der Seefähigkeit an Bord bleiben musste; dadurch reduzierte sich die nutzbare Reichweite der Boote auf 1.530 sm.
Bewaffnet war die Georg Thiele, wie die Schwesterboote, mit fünf 12,7-cm-Schnelladekanonen Modell 34 in Einzelaufstellung mit Schutzschilden. Je zwei standen auf der Back und auf dem Achterschiff übereinander, das fünfte Geschütz stand auf dem hinteren Deckshaus. Die Luftabwehrbewaffnung bestand aus zwei 3,7-cm-Zwillingsgeschützen Modell 30 neben dem hinteren Schornstein und sechs einzelnen 2-cm-Maschinenkanonen Modell 30. Die Torpedobewaffnung bestand aus zwei schwenkbaren 53,3-cm-Vierlingssätzen auf dem Hauptdeck. Neben dem hinteren Deckshaus befanden sich vier Wasserbombenwerfer, weitere konnten über das Heck zum Einsatz gebracht werden. Außerdem konnten schnell Schienen für bis zu 60 Minen installiert werden.
Die Besatzung des Bootes bestand aus zehn Offizieren und 315 Mann. Bei Nutzung als Flottillenführer kamen noch vier Offiziere und 19 Spezialisten hinzu.
Die Kiellegung des am 7. Juli 1934 mit den drei Schwesterbooten bestellten Zerstörers erfolgte am 25. Oktober 1934 im Baudock der Deutschen Werke in Kiel mit der Baunummer 243. Alle vier Boote der Klasse 1934 entstanden dort und wurden in Paaren in je einem Baudock gebaut. So wurde am 18. August 1935 die beiden ersten Neubauten aufgeschwommen und erhielten die Namen Leberecht Maass und Georg Thiele. Letztere wurde am 27. Februar 1937 als zweites Boot knapp sieben Wochen nach dem Schwesterboot abgeliefert. Die beiden anderen Boote entstanden in einem anderen Baudock seit Januar 1935, schwammen am 30. November 1935 auf und wurden bis Mitte Mai 1937 abgeliefert.

### Einsatzgeschichte
Die Georg Thiele wurde der 1. Zerstörerdivision der Kriegsmarine zugeteilt und nahm 1937 erstmals an den Herbstmanövern teil. Im April 1938 machte sie zusammen mit den Schwesterbooten Max Schultz und Richard Beitzen ihre erste Auslandsreise mit einem Besuch von Ulvik in Norwegen. Anschließend ging sie in die Bauwerft zur Modifizierung des Bugs, um die Übernahme von Wasser bei See von vorn zu reduzieren. Dadurch wurde das Boot etwa 30 cm länger und das Vorschiff wurde erhöht. Am 22. August nahm die Georg Thiele an der Flottenparade vor Hitler und dem ungarischen Staatsoberhaupt Miklós Horthy anlässlich der Taufe des Schweren Kreuzers Prinz Eugen teil. Nach den Herbstmanövern der Flotte und den Feierlichkeiten zum Stapellauf des Flugzeugträgers Graf Zeppelin lief die Georg Thiele mit den Schwesterbooten Leberecht Maass, Max Schultz und Richard Beitzen in die Gewässer um Island, um ihre Seefähigkeit und die Eignung des modifizierten Bugs im winterlichen Nordatlantik zu testen.
Am 23./24. März 1939 gehörte die Georg Thiele zu den Zerstörern, die Hitler auf dem Panzerschiff Deutschland bei der Besetzung des Memelgebiets begleiteten. Sie nahm mit den Zerstörern der 1. Zerstörerflottille dann auch an der Reise der Flotte mit den drei Panzerschiffen Admiral Graf Spee, Admiral Scheer und Deutschland sowie den Leichten Kreuzern Köln und Leipzig ins westliche Mittelmeer vom 18. April bis zum 16. Mai teil und besuchte dabei verschiedene Häfen in Spanien und Marokko.
Während der Überwachung des Verkehrs durch den Öresund auf Grund der gestiegenen politischen Spannungen kollidierte am frühen Morgen des 27. August 1939 die Max Schultz nahe Bornholm mit dem Torpedoboot Tiger, das sofort sank. Wegen der schweren Beschädigung ihres Bugs musste die Georg Thiele das Schwesterboot über das Heck abschleppen, bis zwei Bergungsschlepper eintrafen und den Havaristen nach Swinemünde in Sicherheit bringen konnten.

### Kriegseinsatz
Zu Beginn des Weltkriegs gehörte die Georg Thiele zu den in der Ostsee gegen Polen eingesetzten Einheiten der Kriegsmarine, wurde aber schon nach wenigen Tagen in die Nordsee verlegt, wo sie an der Verlegung der defensiven Westwall-Minensperren teilnahm. Ende des Jahres 1939 ging die Georg Thiele dann zur Grundüberholung in die Werft, die Anfang April 1940 abgeschlossen werden konnte.

### Das Ende in Narvik

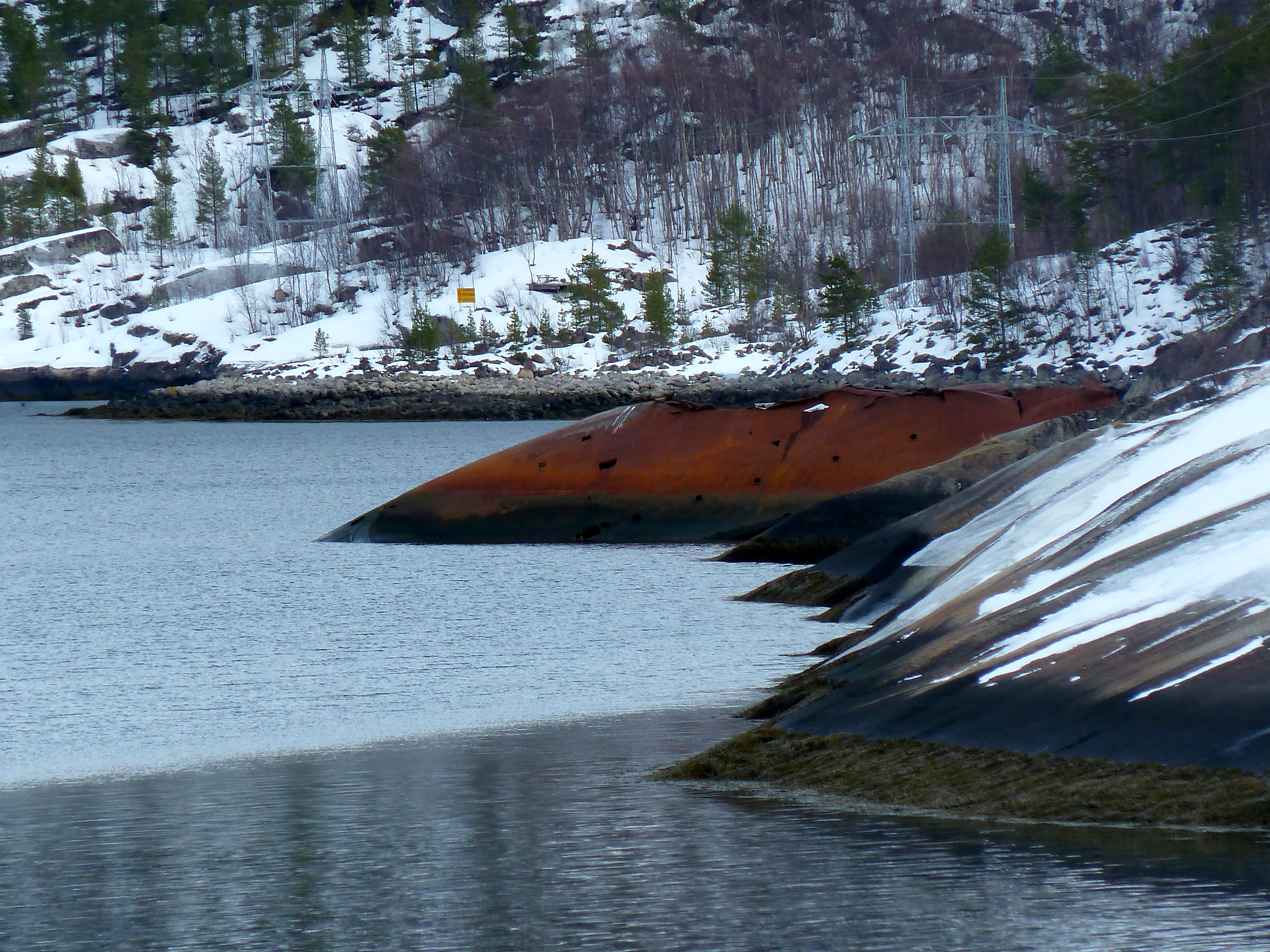
Wrack der Z2 «Georg Thiele»

Beim Unternehmen Weserübung im April 1940 gehörte das Boot zu der Kampfgruppe 1, den zehn Zerstörern, die unter dem Kommando des F.d.Z., Kommodore Friedrich Bonte, den Erzhafen Narvik besetzten. Der Zerstörer setzte am 9. April 1940 seine 200 Gebirgsjäger an der Erzpier im Hafen von Narvik ab, nachdem er sich durch Artilleriebeschuss an der Versenkung des norwegischen Küstenpanzerschiffes Norge beteiligt hatte, das zuvor schon von der Bernd von Arnim torpediert worden war und schnell sank.
Die zehn Zerstörer des deutschen Verbandes wurden zunächst überraschend bei sehr schlechtem Wetter am Morgen des 10. April 1940 von der britischen 2nd Destroyer Flotilla mit fünf Zerstörern der H-Klasse unter Commodore Bernard Warburton-Lee im Hafen von Narvik angegriffen. Dabei wurden das deutsche Flaggschiff Wilhelm Heidkamp und der Zerstörer Anton Schmitt mit Torpedos versenkt. Kommodore Bonte fiel. Die gerade eingelaufene Diether von Roeder, die ihren Posten als Wachboot zu früh verlassen hatte und so eine rechtzeitige Warnung versäumte, erhielt fünf 12-cm-Artillerietreffer, geriet in Brand und die Ruderanlage fiel aus. Die beiden aus dem Tanker Jan Wellem Treibstoff übernehmenden Boote Hermann Künne und Hans Lüdemann wurden leichter beschädigt.
Die Bernd von Arnim und die Georg Thiele, aus dem Ballangen-Fjord kommend, griffen den ablaufenden britischen Verband an; aus dem Herjangsfjord kamen gleichzeitig die drei Zerstörer Wolfgang Zenker, Erich Koellner und Erich Giese der 4. Zerstörerflottille unter Fregattenkapitän Erich Bey zur Unterstützung. Dabei wurden die britischen Zerstörer Hardy und Hunter außer Gefecht gesetzt. Die Hardy wurde brennend von ihrer Besatzung am Fjordufer auf Grund gesetzt, während die Hunter nach einem Torpedotreffer sank. Die verbliebenen drei britischen Boote zogen sich zurück, fügten allerdings der Georg Thiele beim Ablaufen durch sieben Artillerietreffer noch erheblichen Schaden zu, die zu Bränden führten. Nur durch Unterstützung der Bernd von Arnim konnten diese gelöscht werden. Die Boote der 4. Flottille konnten den Briten nicht folgen, da die Erich Giese und die Erich Koellner kaum noch Treibstoff und alle drei auch nur noch wenig Munition hatten.
Beim Rückmarsch gelang den Briten noch die Versenkung der Rauenfels, die vor allem schwere Ausrüstung für die angelandeten Heerestruppen an Bord hatte. Andere britische Einheiten hatten inzwischen noch den Transporter Alster und den Tanker Kattegat gestellt. Der ebenfalls für Narvik eingeplante Transporter Bärenfels erreichte am 10. April erst das von den Deutschen besetzte Bergen und verblieb dort. Damit erhielten die in Narvik verbliebenen Zerstörer keine weitere Unterstützung. Für den geplanten Rückmarsch nach Deutschland waren am Abend des 10. April nur die inzwischen aufgetankten Erich Giese und Wolfgang Zenker klar, die den Ausbruch aber nach weniger als zwei Stunden nahe der Insel Barö abbrachen, da vor ihnen feindliche Seestreitkräfte entdeckt wurden, vermutlich der Kreuzer Penelope mit zwei Zerstörern.

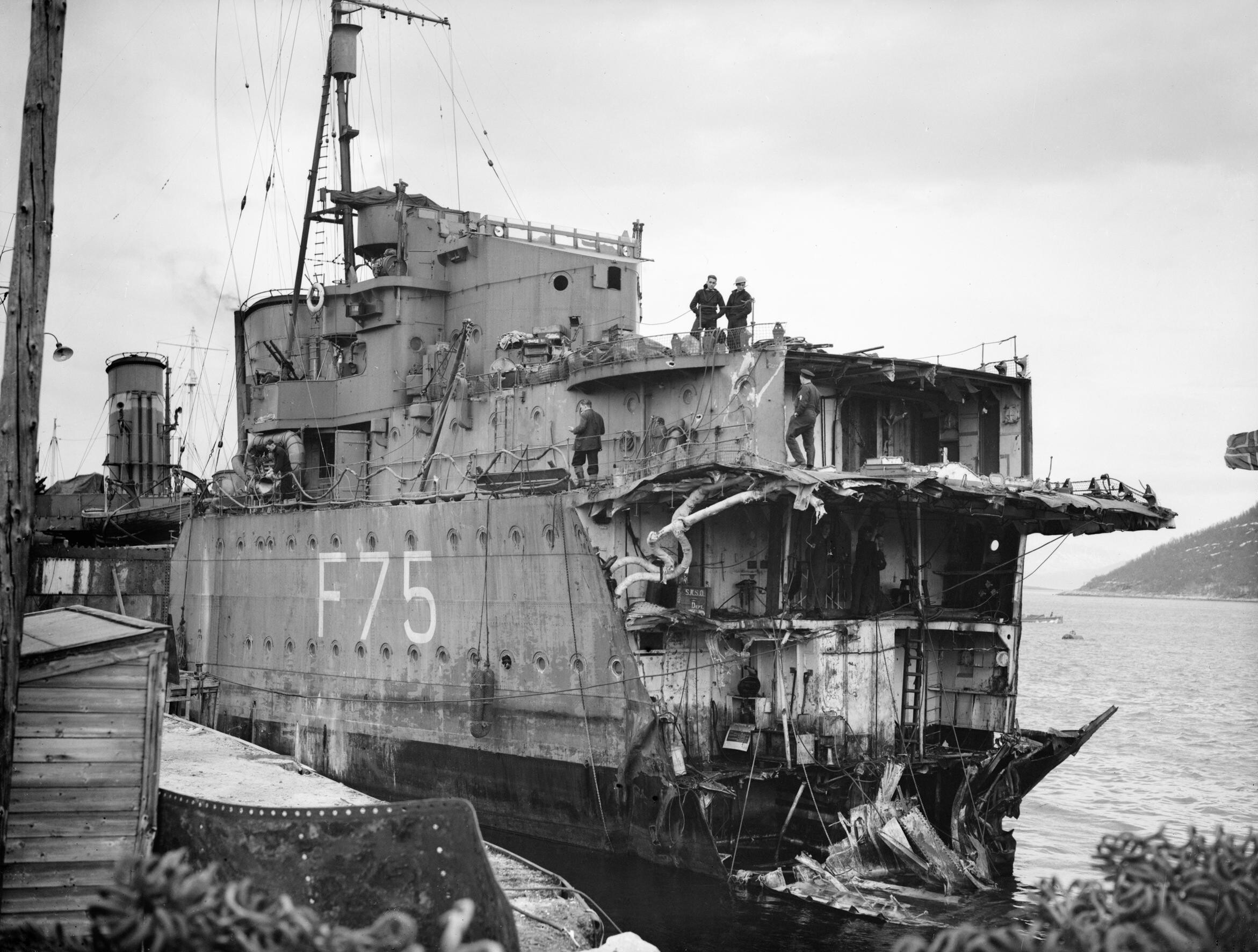
Die schwer beschädigte Eskimo

Der Endkampf fand am 13. April 1940 statt, als ein Verband der britischen Royal Navy, bestehend aus neun Zerstörern und dem Schlachtschiff Warspite, vor Narvik erschien. Die verbliebenen deutschen Zerstörer verschossen ihre Munition und waren gezwungen, sich selbst zu versenken, um nicht dem Gegner in die Hände zu fallen. Während die Wolfgang Zenker, die Bernd von Arnim und die Hans Lüdemann sich hierzu vom Gegner lösten, deckte die Georg Thiele deren Rückzug. Mit dem letzten Torpedo erzielte sie auf dem britischen Zerstörer Eskimo einen Treffer, der das Vorschiff abriss. Die Eskimo wurde später von einem britischen Schiff ins Schlepp genommen und wieder instand gesetzt.
Die Georg Thiele wurde, nachdem auch sie sämtliche Munition verschossen hatte, am Südufer des Rombaksbotn auf einen Felsen gesetzt; gleichzeitig wurde bei 68° 24′ 29″ N, 17° 48′ 43″ O die Sprengung eingeleitet. Brände brachen auf der ganzen Länge des Schiffes aus, auch durch den fortdauernden Beschuss der britischen Einheiten. Nach dem Auflaufen erhielt die Besatzung den Befehl, sich etwa 300 Meter oberhalb des Fjordes auf einem Bahndamm zu sammeln. Beim Aufstieg gab es weitere Verluste durch britischen Beschuss. Während der Kämpfe vom 10. bis zum 13. April 1940 wurden insgesamt 27 Besatzungsangehörige der Georg Thiele getötet. Die verbliebene Besatzung nahm zu Land an den späteren Kämpfen um Narvik teil.
Die Georg Thiele liegt noch heute am Ufer mit dem Vorschiff halb über Wasser und dem Heck auf ca. 45 m Tiefe auf der Steuerbordseite und kann betaucht werden. Die Schiffsglocke und das Namensschild des Zerstörers befinden sich im Narvik War Museum.

## Kommandanten
| Name                                  | Zeitraum                            |
| ------------------------------------- | ----------------------------------- |
| Fregattenkapitän Hans Hartmann        | 27. Februar 1937 bis 7. August 1938 |
| Korvettenkapitän Rudolf von Pufendorf | 8. August 1938 bis 27. Oktober 1938 |
| Korvettenkapitän Max-Eckart Wolff     | 30. Oktober 1938 bis 13. April 1940 |

## Bekannte Besatzungsangehörige
- Karl Schneider-Pungs (1914–2001), war von 1970 bis 1973 als Konteradmiral Abteilungsleiter für Personal und Administration beim NATO-Hauptquartier Europa (SHAPE)